# Hipertonia
A hipertonia consiste num aumento anormal do tónus muscular e da redução da sua capacidade de estiramento (aumento da rigidez). É geralmente acompanhada de espasticidade aumentada.
As intervenções terapêuticas são de bastante importância para que a pessoa afetada por este tipo de enfermidade consiga normalizar ou pelo menos minimizar as suas posturas em termos musculares e ao mesmo tempo facilitar a sua movimentação.
A hipertonia afeta pessoas que sofreram paralisia cerebral, danos à coluna vertebral ou que estejam em coma vigil.